# Махонија
Махонија, Орегон-грожђе или Орегонско грожђе (Mahonia aquifolium) је врста скривеносеменице из породице жутике (Berberidaceae), домаћа на западу Северне Америке. То је зимзелени жбун који расте до 1 м у висину и 1,5 м у ширину, чији су листови непарно перасто сложени, а по ивицама трновити, густо груписано жути цветови се јављају у рано пролеће, праћени тамним плавкастоцрним бобицама. Цвета у периоду од марта до јуна.

## Опис
Корен је јарко жуто обојен. Кора махоније је тамнобраон, и глатка, без трнова. Листови су перасто дељени, чини их од 5 до 9 лиски. Лиске су интензивно зелене током читаве године, дебелозиде и имају трнове. Ова врста пупољке развија још у току јесени. Жути мирисни хермафродитни цветићи организовани су у крупну гроздасту цваст. Цвет чине 9 чашичних листића , док је број круничних листића, као и прашника, 6. Плод је тамноплава бобица на кратким дршкама, са 2 до 7 семена. Плод сазрева крајем јесени и остаје до почетка пролећа.

## Расејавање и размножавање
Расејавање индозоохорно, док се размножавање врши семеном или вегетативним деловима биљке.

## Етимологија
Специфични епитет aquifolium  значи „оштро-листи”, позивајући се на трновито лишће. Народно име је често (увек у Великој Британији) остављено без цртице као Орегонско грожђе, што доводи до мешања са правим грожђем. Неки аутори да би избегли ову забуну користе „Орегонско свето-грожђе” или „Орегон Холи-грожђе” као жаргонско име за све врсте махоније. Понекад се такође појављује у штампи као Орегонскогрожђе. Постоји неколико уобичајених врста Орегон-грожђа, многих са бројним гајеним сортама (сорте). Међу њима је високо Орегонско грожђе (Mahonia aquifolium); Каскада, ниско, тупо, или патуљасто Орегонско грожђе (M. nervosa); и M. repens.

## Таксономија
Неки аутори сврставају Махоније у род жутика или шимширика (Berberis). Орегонско грожђе није повезано са правим грожђем, али је добило своје име по љубичастој гомили бобица чија боја и благо прашњав изглед подсећа на грожђе.

## Распрострањеност
Махоније су домаће биљке на северноамеричком западу од Југо-Источне Аљаске до Северне Калифорније и од Источне Алберте до централног Новог Мексика. У Србији је честа у мешовитој буково-јелиној шуми у подножју Ртња.
У неким областима изван свог природног распона, Махонија је класификована као инвазивна егзотична врста која може да смени локалну вегетација.

## Станиште
Може се наћи у тамнијим шумама, четинарским на пример, где је pH подлоге кисела. Гаји се као декоративна биљка у вртовима и парковима.

## Друге сврхе
Мали љубичасто-црни плодови, који су прилично кисели и садрже велико семе, користе се у малим количинама у традиционалној кухињи домородачког становништва пацифичког северозапада, комбиновано са слађим воћем. Данас се оно понекад користи у прављењу желеа, одвојено или у комбинацији са салалом. Сок од Орегонског грожђа може бити ферментисан за прављење вина, слично традиционалном вину од европске лозе, иако захтева изузетно велику количину шећера. Унутрашња кора велике стабљике и корен Орегонског грожђа дају жуту боју; бобице дају љубичасту боју. 

### Примена у медицини
Нека племена Индијанаца са Платоа користе Орегонско грожђа за лечење диспепсије.
Поједини екстрати Махоније могу се користити у лечењу инфламаторних болести коже, као што су псоријаза, упркос нежељеним ефектима који укључују осип и горући осећај када се примењују.
У Србији се махонија не користи у овакве сврхе.

## Култура
Орегонско грожђе је државни цвет Орегона.

## Галерија
- Црвенкасти млади и стари, зимзелени листови.
- Црвенкасти млади и стари, зимзелени листови.
- Жуте цвасти са густо збијеним цветовима.
- Жуте цвасти са густо збијеним цветовима.
- Скупине плавих бобица.
- Скупине плавих бобица.